# François Pajot
Pour les articles homonymes, voir Pajot.
François Pajot ou Pageot, né à Saint-Gervais en 1761, tué au combat de Montorgueil en 1795, est un chef vendéen.

## Biographie
François Pajot naît en 1761 à Saint-Gervais, dans une famille de paysans. Il exerce plusieurs petits métiers pendant sa jeunesse. Le 23 octobre 1787, il se marie à Bouin avec Renée Sorin,. Il monte ensuite un petit commerce d'épicerie, de mercerie et de poissonnerie, il se fait parfois colporteur mais demeure cependant très pauvre et analphabète.
En mars 1793, il prend part au soulèvement en Vendée mais ne commande qu'un petit groupe d'insurgés, il rejoint Machecoul escortant 22 prisonniers patriotes de Bouin.
À l'été 1793, il est nommé par Charette commandant de la division de Bouin, en remplacement de René Julien Hardouin,. Il est confirmé comme chef de la division de Bouin en mai ou juin 1795. Cependant Bouin étant sous contrôle républicain après la bataille de Bouin, Pajot est chassé du marais breton et suit Charette dans le bocage.
Il combat sous les ordres de Charette qu'il sert fidèlement. En octobre chargé de garder à Bouin les 800 prisonniers pris par Charette lors la prise de Noirmoutier, il en fait fusiller 180 sous prétexte d'une tentative d'évasion.
Le 25 juin 1795, il s'empare du camp des Essarts (Bataille des Essarts). Le 24 décembre 1795, il rejoint une embuscade tendue par Lucas de La Championnière sur un convoi, et selon ce dernier « au moment où les républicains parurent, il (Pajot) se précipita au milieu d'eux et reçut un coup mortel dans le bas-ventre. » 
Il est enterré au village de Montorgueil, commune du Poiré-sur-Vie.

## Regards contemporains
« C'était encore un des braves de l'armée, mais il ne dut être regretté que pour cette seule considération. Pajot était un gros homme de la dernière ignorance, il eut tous les défauts d'un parvenu et consacra tous les vices à son état ancien. Il fallait le voir à son quartier général, à Bouin, ayant une douzaine de servantes à ses ordres, se donnant tous les airs d'un grand seigneur et regardant comme sa conquête l'argenterie de tous les absents dont il s'était emparé. La croix de Saint-Louis lui était acquise de droit, disait-il, mais le Roi ne pouvait pas lui donner une moindre récompense à la paix que le commandement d'un régiment. Rien ne pouvait être plus risible que ces prétentions exprimées en langage Maraîchin, si ce n'est le ton et les manières de Mme la Commanderesse, son épouse. Au fait Pajot était un des plus intrépides ; un chef de parti n'a jamais assez de gens de cette espèce ; uniquement dévoué à son Général, il suivait ses ordres aveuglément et ne reculait jamais qu'entraîné par le torrent, après avoir lutté contre, le plus longtemps possible ; mais par une suite de cette obéissance aveugle, les plus grands crimes ne lui eussent pas plus coûté qu'une action vertueuse, et Pajot eût tué son père, si son père eût habité parmi les républicains. M. Charette l'aimait et le regretta beaucoup ; lorsque je fus lui rendre compte de l'action, il ne me répondit que par ces mots : « Vous m'avez laissé tué un brave homme, Monsieur. »,. »

— Pierre-Suzanne Lucas de La Championnière